# Eyob Faniel
Eyob Faniel (* 26. November 1992 in Asmara) ist ein italienischer Leichtathlet eritreischer Herkunft, der sich auf die Straßenläufe spezialisiert hat.

## Leben
Eyob Faniel wurde in der eritreischen Hauptstadt Asmara geboren. 2004 folgten er und seine Familie dem Vater, der die Heimat bereits 1998 in Richtung Italien verließ. Zunächst lebten sie in der Stadt Cassola und spielte zunächst Fußball, bevor er auf Anraten eines Trainers zur Leichtathletik wechselte. Heute lebt er in Bassano del Grappa, erhielt 2015 die Italienische Staatsbürgerschaft und trainiert seit 2016 unter der Anleitung des ehemaligen Marathonläufers Ruggero Pertile. Faniel ist Vater von zwei Töchtern, die 2016 und 2020, geboren wurden.

## Sportliche Laufbahn
Faniel ist seit 2010 sportlich als Leichtathlet aktiv. In seinen ersten Jahren ging er in einer Vielzahl verschiedener Disziplinen an den Start, darunter 3000 Meter Hindernis und im 10.000-Meter-Lauf. 2013 trat er im 5000-Meter-Lauf bei den Italienischen U23-Meisterschaften an, bei denen er den achten Platz belegte. 2015 wurde er Italienischer Hallenmeister über 3000 Meter. 2017 stellte er mit 1:03:09 h eine neue Bestzeit beim Halbmarathon in Prag auf und gewann zudem im September den Halbmarathon in Rom. 2018 steigerte er sich beim Paris-Halbmarathon auf 1:02:50 h und trat im März bei den Halbmarathon-Weltmeisterschaften in Valencia ein, bei denen er den 37. Platz belegte. Im Juni gewann er die Silbermedaille im Halbmarathon bei den Mittelmeerspielen in Tarragona. Zwei Monate später trat er im Marathon bei den Europameisterschaften in Berlin an, den er nach 2:12:43 h auf dem fünften Platz beendete. Im April 2019 lief er in Padua Bestzeit von 1:00:53 h über die Halbmarathondistanz. Anfang Oktober trat er im Marathon bei den Weltmeisterschaften in Doha an, den er auf dem 15. Platz beendete. 2020 steigerte sich Faniel im Februar noch einmal auf 1:00:44 h, womit er zu jenem Zeitpunkt auf den derzeit dritten Platz der Italienischen Bestenliste über diese Distanz vorstieß. Im Februar lief er an gleicher Stelle beim Sevilla-Marathon 2:07:19 h und stellte damit einen neuen italienischen Rekord auf, den zuvor der Olympiasieger von 2004, Stefano Baldini, seit 2006 mit 2:07:22 h innehatte. Später belegte er im Oktober den 26. Platz bei den Halbmarathon-Weltmeisterschaften in Gdynia.
2021 steigerte sich Faniel auf der Halbmarathondistanz auf 1:00:07 h und verbesserte damit einen weiteren Nationalrekord. Anschließend qualifizierte er sich im Marathon zum ersten Mal für die Olympischen Sommerspiele, bei denen er in einer Zeit von 2:15:11 h den 20. Platz belegte. 2023 qualifizierte er sich für den Marathonlauf bei den Weltmeisterschaften in Budapest, konnte den Wettkampf allerdings nicht beenden.

## Wichtige Wettbewerbe
| Jahr                | Veranstaltung                    | Ort                 | Platz               | Disziplin           | Zeit                |
| Startet für Italien | Startet für Italien              | Startet für Italien | Startet für Italien | Startet für Italien | Startet für Italien |
| ------------------- | -------------------------------- | ------------------- | ------------------- | ------------------- | ------------------- |
| 2018                | Halbmarathon-Weltmeisterschaften | Valencia            | 37.                 | Halbmarathon        | 1:02:37 h           |
| 2018                | Mittelmeerspiele                 | Tarragona           | 2.                  | Halbmarathon        | 1:04:07 h           |
| 2018                | Europameisterschaften            | Berlin              | 5.                  | Marathon            | 2:12,43 h           |
| 2019                | Weltmeisterschaften              | Doha                | 15.                 | Marathon            | 2:13,57 min         |
| 2020                | Halbmarathon-Weltmeisterschaften | Gdynia              | 26.                 | Halbmarathon        | 1:00:53 h           |
| 2021                | Olympische Sommerspiele          | Tokio               | 20.                 | Marathon            | 2:15:11 h           |
| 2023                | Weltmeisterschaften              | Budapest            |                     | Marathon            | DNF                 |

## Persönliche Bestleistungen
- 5000 m: 4:03,85 min, 1. Juni 2017, Ponzano Veneto
- 10.000 m: 28:19,01 min, 3. Juni 2023, Pacé

Straße
- 10-km-Lauf: 28:08 min, 31. Dezember 2020, Madrid
- Halbmarathon: 1:00:07 h, 28. Februar 2021, Siena
- Marathon: 2:07:09 h, 18. Februar 2024, Sevilla